# عیسی النوشری
عیسی النوشری (انگلیسی: Isa al-Nushari; درگذشته ۹۱۰) فرمانروای مصر و حاکم منطقه جبال در دوران خلافت عباسی بود.